# Catherine Ringer

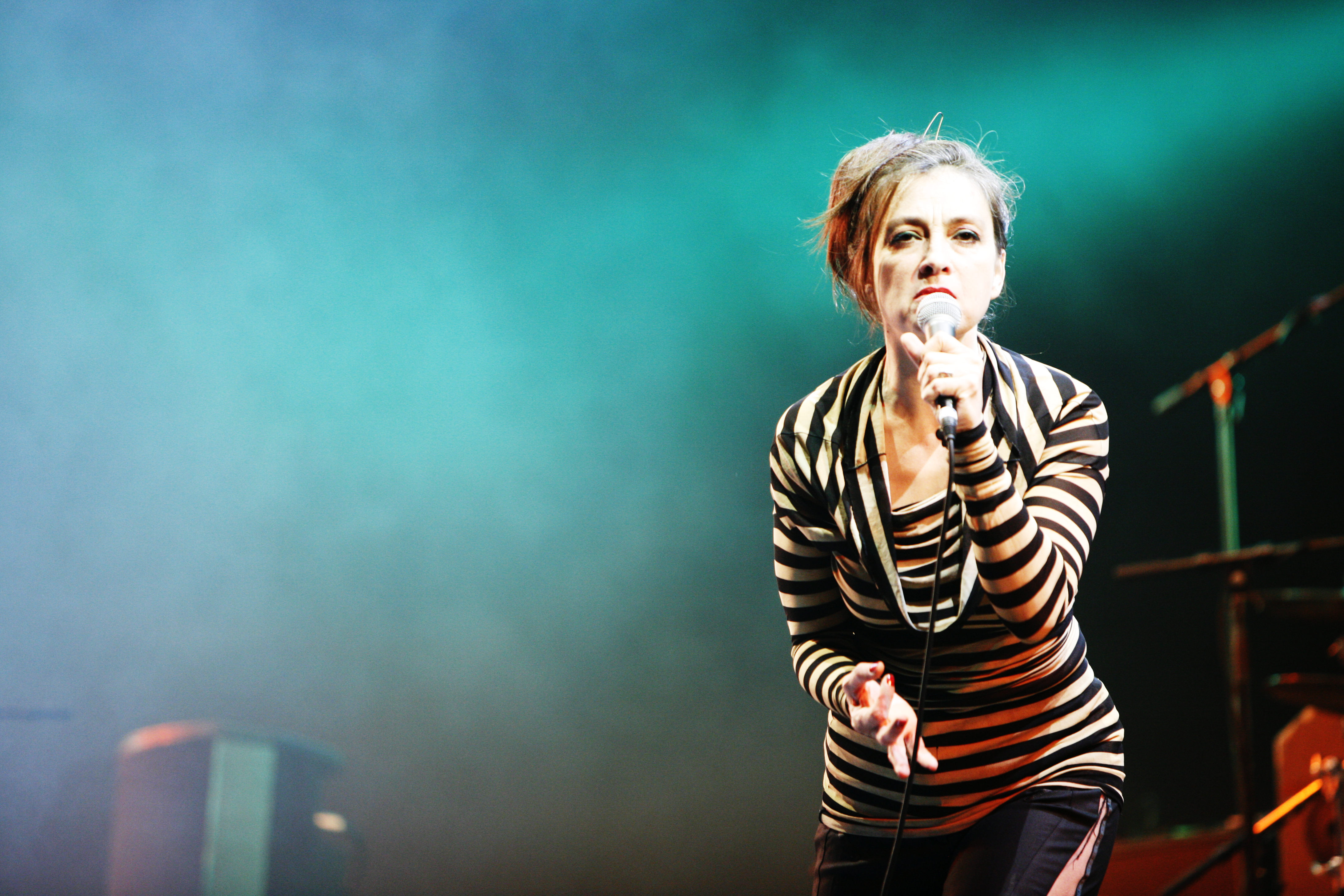
Catherine Ringer, 2007

Catherine Ringer [katˈʁin ʁɛ̃ ˈʒe] (* 18. Oktober 1957 in Suresnes bei Paris) ist eine französische Sängerin, Schauspielerin, Tänzerin und ehemalige Pornodarstellerin. Sie wurde als Singer-Songwriterin des Progressive-Rock- und (Avantgarde)-Pop-Duos Les Rita Mitsouko bekannt. Ihr Partner und Lebensgefährte war von 1980 bis zu seinem Tod im Jahr 2007 der Musiker Frédéric Chichin. 

## Kindheit und Jugend
Ringer wuchs mit ihrem Bruder in einem kreativen Umfeld auf. Sie entdeckte früh ihr Interesse an Musik und spielte als erstes Instrument eine Flöte. „Mit sehr lauter Stimme“ soll sie leidenschaftlich Lieder von Georges Brassens, Maria Callas und Velvet Underground gesungen haben. Ihr Vater, Samuel Ringer, ist Maler, ihre Mutter Jeanine Architektin.
Mit 15 Jahren verließ sie das Collège Honoré de Balzac und erfüllte sich den Wunsch, Schauspielerin (und Komödiantin), Tänzerin und Sängerin zu werden.

## Künstlerischer Werdegang

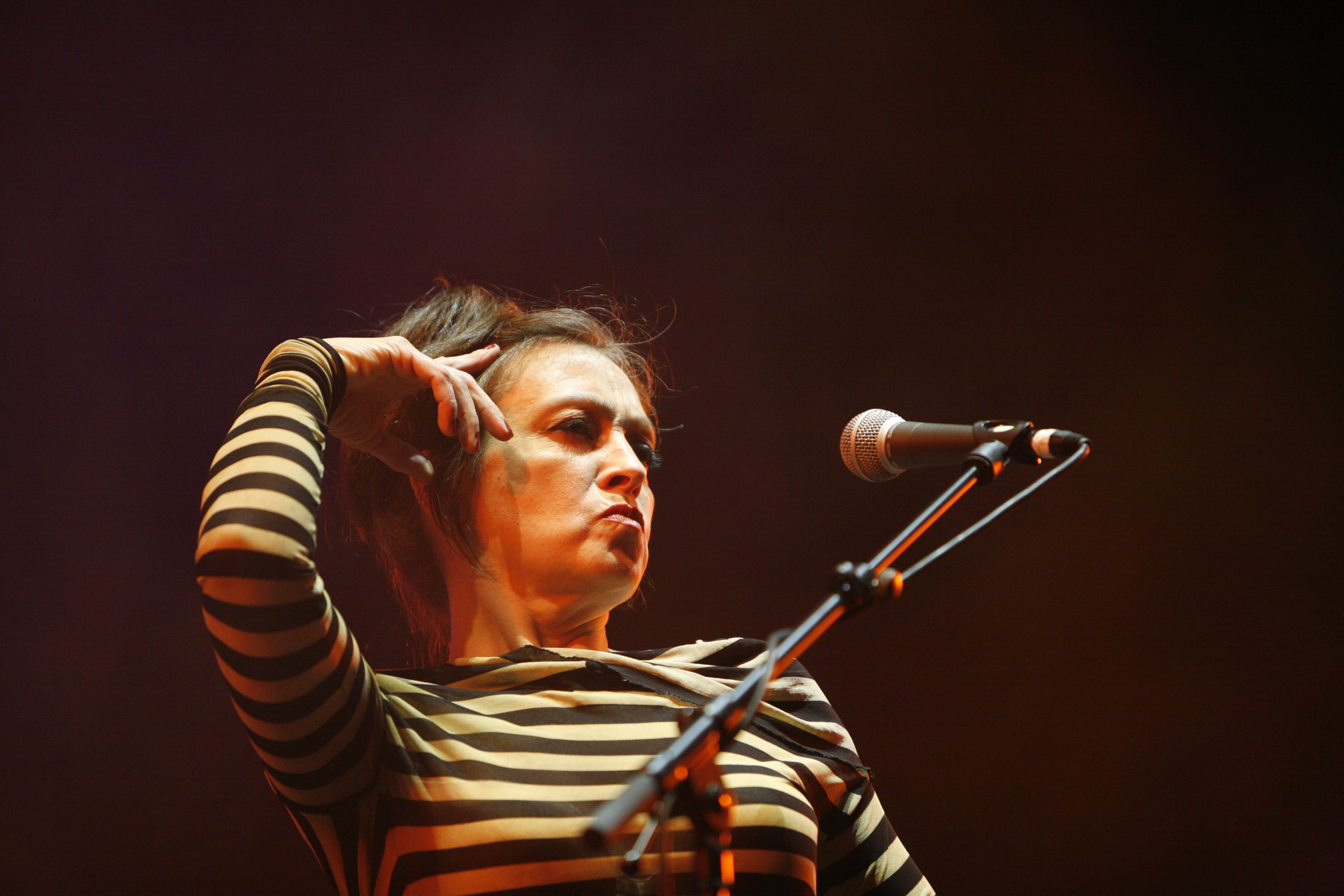
Catherine Ringer

Im Théâtre de Recherche Musicale von Michael Lonsdale erhielt Ringer ihr erstes Engagement in dem Stück Fragments pour le Che von Pierre Bourgeade. Zur selben Zeit lernte sie die Tänzerin und Choreografin Marcia Moretto kennen, die ihre Lehrerin und künstlerische Partnerin wurde. Zusammen traten sie 1976 in dem Stück Silences Nocturnes aux îles des fées von Armando Llamas im Café de la Gare und 1977 im Le Palace anlässlich des Festivals Trans-Théâtres auf.
Bevor Ringer Frédéric Chichin kennenlernte und mit ihm das Duo Les Rita Mitsouko bildete, sammelte sie künstlerische Erfahrungen in Bühnenstücken von Bertolt Brecht (im Dezember 1977), in dem Stück N’Shima unter der Regie des Komponisten Iannis Xenakis und in einer Zusammenarbeit mit einem afrikanischen Ballet.
Ringer und Chichin begegneten sich erstmals im Frühjahr 1979. Chichin spielte zu diesem Zeitpunkt Gitarre in der Band Le fond de l’air est rock in dem Theater- und Musikprojekt Flashes rouges von Marc’O in Montreuil; Ringer spielte darin die Rolle eines „Opfers“. Ringer und Chichin wurden ein Liebespaar und bekamen drei Kinder.
Neben weiteren Aktivitäten in Film, Fernsehen und Musik arbeitete Ringer zusammen mit Michael Lonsdale und Daniel Berlioux an dem Animationsfilm Les Boulugres von Jean Hurtado, einer Produktion für den Fernsehsender France 3. Außerdem wirkte sie an dem Film Le temps des Yéyés von Gérard Jourd’hui mit.
Mit Frédéric Chichin bildete Catherine Ringer von 1980 bis zu seinem Tod im November 2007 das Progressive-Rock- und (Avantgarde)-Pop-Duo Les Rita Mitsouko, das international bekannt wurde. (Zu diesem Teil der Laufbahn Ringers siehe Les Rita Mitsouko.)
Zwischen 1976 und 1982 wirkte Catherine Ringer in rund zwanzig französischen, deutschen und italienischen Pornofilmen mit und posierte für das dänische Magazin Sex Bizarre of Color Climax und die schwedische Zeitschrift Pirate. Ihre Künstlernamen waren hier Lolita da Nova und Betty Davis. Im Frühjahr 1986 entdeckte die breite Öffentlichkeit diesen Teil ihrer Vergangenheit: Während Ringer als Teil des Duos Les Rita Mitsouko zum Musikstar wurde, wurden ihre Filme auf VHS-Kassetten neu aufgelegt und unter dem Namen „Mitsouko“ oder „Rita Mitsouko“ vertrieben. Rechtliche Schritte Ringers gegen die Verwendung der Namen scheiterten. Die Affäre fand in den französischen Medien ein lebhaftes Echo, schadete der musikalischen Karriere Ringers jedoch nicht. Ringer berichtete später der Wochenzeitung VSD, sie habe damals unter dem Einfluss von Leuten gestanden, die sich als Intellektuelle ausgaben und behaupteten, Sexfilme seien Kunst. 1986 erzählte sie in der von Mireille Dumas präsentierten Fernsehsendung Sexy Folies, dass ihre Erfahrung mit dem Pornofilm aus „gewalttätigen, schwierigen Situationen“ bestand, die sie mit einer Form von Militärdienst verglich, bei der der eigene Wille der beteiligten Frauen gebrochen werde.

## Theater- und Film-Projekte

### Theater & Tanz
- 1975: Fragments pour le Che von Pierre Bourgeade im Théâtre de Recherche Musicale
- 1976: Silences Nocturnes aux îles des fées von Armando Llamas[3] (zusammen mit Marcia Moretto)
- 1977: N'Shima unter der Regie des Komponisten Iannis Xenakis
- 1979: Flashes rouges von Marc'O

### Film & TV
- 1969: Les deux coquines[7]
- 1975: Au long de rivière Fango
- 1976: Der Saft muss raus … (Corps brûlant)
- 1976: La fessée ou Les mémoires de monsieur Léon maître-fesseur
- 1977: Love Inferno
- 1977: Body Love
- 1978: Flash rouge (Fernsehfilm)
- 1978: Color Climax Special 257
- 1979: Poker Partouze
- 1979: Histoires de cul
- 1980: Paradies der Lust (Paradise)
- 1980: Greta, Monica, Suzel …
- 1980: Histoires de cul
- 1980: La pension des fesses nues
- 1980: Petits trous libertins
- 1980: Le temps des Yeyes (TV) von Gérard Jourd'hui
- 1981: Rien ne vaut la première fois
- 1981: Mélodie pour Manuella
- 1981: L'Éducation d'Orphelie
- 1981: Lingeries intimes
- 1981: Quella porcacciona di mia moglie
- 1981: Lea
- 1981: Provinciales en chaleur
- 1981: Innocence impudique
- 1981: Gorges profondes et petites filles
- 1982: Marilyn – Bizarre Begierden (Mélodie pour Manuella)
- 1982: Tiefe Öffnungen (L’Inconnue)
- 1982: Porno’s Girls
- 1983: Les Boulugres (Stimme von Minoda)
- 1984: Petits trous vierges à explorer
- 1984: L'éducation anglaise
- 1985: Pizzaiolo et Mozzarel
- 1985: Sans toit ni loi (VagabondWithout Roof or Rule) – Musik/Text Marcia baïla und In my tea
- 1989: Slaves of New York – Text Tongue Dance
- 1990: Tatie Danielle – Musik/Text La Complainte de la vieille salope
- 1995: 7 sur 7 (TV, 1. Folge)
- 1995: Les Apprentis – Musik Qu'est-ce que t'es belle
- 1995: Alles kein Problem! (Les trois frères) – Doux Daddy
- 1996: Nuit d'ivresse – Sängerin des Titelthemas
- 1996: Les Boulugres (Animationsfilm, bereits 1980–1984 von Jean Hurtado produziert)
- 1997: Sinon, oui (A Foreign Body)
- 1998: Desproges est vivant (TV)
- 1998: Un grand cri d'amour
- 1999: Suspendu
- 2000: La Dame pipi (Kurzfilm)
- 2000: Tout le monde en parle (TV, 1. Folge)
- 2001: Ich, der King of Porn – Das abenteuerliche Leben des Lasse Braun (TV)
- 2001: Reines d'un jour (A Hell of a Day) – Song Le Vent
- 2002: Nosferatu (TV) – Sängerin der Titelthemas
- 2004: Olivia Ruiz: Star activiste
- 2006: Où sont passées les grandes gueules? 30 ans de débats à la télévision (TV)

## Diskografie

### Alben mit „Les Rita Mitsouko“
- 1984 – „Rita Mitsouko“ (April 1984)
- 1986 – „The No Comprendo“ (20. September 1986)
- 1988 – „Marc et Robert“ (7. November 1988)
- 1990 – „RE“ (remix)
- 1993 – „Systeme D“ (16. November 1993)
- 1996 – „Acoustiques“ (Live-Album, Konzert auf M6 (Fernsehen) am 27. Oktober 1996)
- 2000 – „Cool Frénésie“ (7. März 2000)
- 2001 – „Bestov Les Rita Mitsouko“ („Le Bestov“, 6. November 2001)
- 2002 – „La Femme Trombone“ (10. September 2002)
- 2004 – „Live avec l'Orchestre Lamoureux“ (März 2004)
- 2007 – „Variéty“ (25. Mai 2007, Wmi (Warner))

### Alben (Solo)
- 2011 – "Ring'n Roll" (Mai 2011)
- 2017 – "Chroniques et Fantaisies"

### Singles mit „Les Rita Mitsouko“
- 1982 – „Don't Forget the Nite“ (EP), mit „Minuit dansant“ u. a.
- 1984 – „Restez avec moi“; „Marcia Baïla“ (vom Album „Rita Mitsouko“)
- 1986 – „Andy“; „Un soir, un chien“; „C'est comme ça“; „Les histoires d'amour“ (vom Album „The no comprendo“)
- 1988 – „Qu'est-ce que t'es belle“ (Duo von Catherine Ringer und Marc Lavoine)
- 1988 – „Mandolino City“; „Singing in the Shower“ (mit den „Sparks“); „Tongue Dance“; „Le petit train“ (vom Album „Marc et Robert“)
- 1990 – „Hip Kit“; „Don't Forget the Nite“ (vom Album „RE“)
- 1993 – „Y'a d'la haine“; „Les amants“ (Titelsong von „Die Liebenden von Pont Neuf“); „Femme d'affaires“ (vom Album „Système D“)
- 1996 – „Riche“ (Duett mit Doc Gynéco, vom Album „Acoustiques“)
- 2000 – „Cool Frénésie“ (vom Album „Cool Frénésie“)
- 2002 – „Triton, Sasha, Tu Me Manques“ (vom Album „La Femme Trombone“)
- 2007 – „Communiqueur d'Amour“; „Ding Dang Dong (Ringing at your bell)“ (vom Album „Variéty“)

### Filme, DVDs & Videos mit „Les Rita Mitsouko“ (Auswahl)
- 1985 – Champs-Elysées (TV-Serie, Folge 15. Juni 1985)
- 1987 – Schütze deine Rechte (Soigne ta droite) – Titel C’est comme ça
- 1987 – Die Verliebte (L’amoureuse) – Musik/Text Les histoires d’A
- 1991 – Die Liebenden von Pont Neuf (Les amants Du Pont-Neuf) – Titelsong Les amants
- 1991 – Mein Leben ist die Hölle (Ma vie est un enfer)
- 1995 – L’âge des possibles – Musik/Text Andy
- 1996 – Die Liebe neu erfinden (L’@mour est à réinventer) (TV-Mehrteiler) – Musik/Text C’est comme ça im Abschnitt Dans la décapotable
- 1996 – Diebe der Nacht (Les voleurs) – Musik/Text Tonite
- 1998 – Wer mich liebt, nimmt den Zug (Ceux qui m’aiment prendront le train) – Musik/Text Don’t Forget the Nite
- 1998 – Dreckige Bastarde (Sale battars) (Kurzfilm)
- 2000 – Johnny Hallyday – Live à la Tour Eiffel (Gastauftritt)
- 2002 – Peau d’Ange – Engel weinen nicht (Peau d'ange) – Musik/Text Les amants

## Zusammenarbeit mit anderen Künstlern
- 1979 – „Flashes rouges“ Fernsehfilm von „Marc'O“ (Catherine und Fred lernen sich so kennen)
- 1980 – „Aux limites de la mer“ (ein musikalisches Theater, gespielt von 1980 bis 1982)
- 1981 – „Jean Néplin & individual state“ (Fred & Catherine, auf dem Album „Happening“)
- 1981 – „Taxi Girl“ („Avenue Du Crime“ auf dem Album „Seppuku“)
- 1988 – „Qu’est-Ce Que T’es Belle“ (Duett mit Marc Lavoine)
- 1988 – „Révolution“ (Axel Bauer, auf dem Album „Sentinelles“)
- 1990 – „Tatie Danielle“ („B.O.F.“, Musik von Gabriel Yared)
- 1995 – „Doux Daddy“ („B.O.F.“, Album „Les Trois Frères“)
- 1995 – „Peut-Etre Ce Soir“ („Coba“, Album „Roots“)
- 1997 – „Sinon, oui“ („B.O.F.“, Album „Les Trois Frères“, Musik von Archie Shepp)
- 1997 – „Les Joyeux Bouchers“ („Jazz à St Germain“ mit der „Renegade Brass Band“)
- 1997 – „Eso Es El Amor“ („B.O.F“. Album „Un Grand Cri D'Amour“)
- 1998 – „Rendez-Vous“ („Coba“, Album „Conscious Posi“)
- 1998 – „Sa Raison d'être“ (auf dem Anti-AIDS Album „Ensemble“)
- 1998 – „Paranoïa“ (Doc Gynéco, Album „Les Liaisons Dangereuses“)
- 2001 – „Marcia Baila“ (auf dem Album „A Tribute to Ricky Martin“)
- 2001 – „Le Vent“ („B.O.F.“, Album „Reines d'un Jour“)
- 2002 – „Tawes“ („Djura“, Album „Uni-vers-elles“)
- 2003 – „Concha Bonita“ (25. Dezember 2003, eine musikalische Komödie, auf VHS & DVD)
- 2004 – „La Bohême“ (im Duett mit „Corneille“, CD & DVD)
- 2004 – „Sem Cansar (C'est Comme Ça)“ („Inicial“, auf dem Album „Gigante!“)
- 2005 – „Le Petit Train (Choo-Choo Train)“ (auf dem Album „Sounds of the Steam Age: Vintage Train“)
- 2005 – „Maudie“ („Thomas Fersen“, Album „Le Pavillon Des Fous“)
- 2006 – „Concha Bonita“ (Musical, Italienische Version auf CD)
- 2006 – Theaterstück „Les Noces de l'Enfant Roi“ von Alfredo Arias am Festival „Fêtes de nuit de Versailles“
- 2014 – "A New Tango Songbook" mit "Plaza Francia" (Album mit 14 Titeln)

## Auszeichnungen
- 1987 – „Grand Prix de l'Académie Charles-Cros“[8][9]
- 1987 – Bei den Victoires de la Musique „Meilleur album“ für „The no comprendo“, „meilleur clip“ für „C'est comme ça“
- 1990 – „Bus d'Acier de la décennie“ für ihr Gesamtwerk
- 1993 – „Video of the Year“ von MTV Europe für „Y'a d'la haine“
- 2000 – „Les Rita Mitsouko, c'est (toujours) comme ça“ (Buch von Jean William Thoury)
- 2001 – „Prix Roger-Seiller“[10] du groupe français („Prix de Printemps[11] de la SACEM“)
- 2012 – „Artiste interprète féminine de l'année“ bei den Victoires de la Musique